# Липкинг, Юрий Александрович
Юрий Александрович Липкинг (псевдонимы Александров, Липкинг — Александров; 1904—1983) — советский археолог, педагог, историк, писатель.

## Биография
Родился в Виннице 26 декабря 1904 года, в семье военного Александра Ксенофонтовича Липкина. По рассказу Юрия Александровича, фамилию Липкинг он получил по недоразумению, при оформлении паспорта, переписывая данные из метрик, вместо устаревшего ъ (ера), служащий написал букву «г».
Учился в гимназии, но из-за революции и гражданской войны не закончил её. В 1921—1925 годах работал в слесарно-кузнечной мастерской «ИМО» ведомства наркомата земледелия в Каменце-Подольском. Затем был выдвинут профсоюзом «Металлист» для сдачи экзамена на адвоката. Сдав экзамены, несколько лет работал членом Коллегии защитников при Каменец-Подольском окружном суде. В июне 1930 года начал работать юрисконсультом главного приискового управления «Союззолото», на станции Могоча Восточно-Сибирского края. C 1932 года по 1934 год работал учителем русского языка и географии в посёлке Юхта. С 20 декабря 1936 года преподавал географию в станице Ассиновской Чечено-Ингушской АССР, в том же году начал заочно учится на географическом факультете пединститута в Орджоникидзе, где учился до 1940 года. 1 сентября 1939 года начал работать завучем и учителем географии в селе Нижнее Смородное Курской области. С 1940 года работал завучем школы № 2, а затем директором школы № 1 в Новом Осколе.
С началом Великой Отечественной войны в 1941 его не призвали в армию по состоянию здоровья. Лишь в мае 1942 года он ушёл добровольцем на фронт, воевал рядовым в 194-м мотострелковом батальоне 245-й танковой бригады на Сталинградском фронте. 18 августа 1942 года получил осколочное ранение бедра в районе села Абганерово был направлен в эвакуационный госпиталь № 1307 Центрального фронта, где был оставлен для дальнейшего прохождения службы. 17 июня 1943 года при погрузке раненых на станции Отрешково, в результате авиационной бомбардировки, получил общую контузию и по результатам медицинского обследования был зачислен в запас.
С 1943 года преподавал в КГПИ на почасовой основе, вначале географию, а затем историю. В ноябре 1944 года, по путёвке Курского обкома ВКП(б) в звании лейтенанта административной службы, был направлен в Курское суворовское военное училище преподавателем географии.
После демобилизации, в октябре 1951 года, перешёл на работу в школу № 13, а потом в КГПИ, тогда же начал заниматься археологией. С 1963 года стал штатным преподавателем истории и археологии в Курском пединституте, в течение ряда лет возглавлял археологическую практику у студентов 1-го курса. Сотрудничал со многими археологами, проводившими раскопки на территории Курской области, как то с М. В. Воеводским, П. И. Засурцевым, А. Е. Алиховой, Т. Н. Никольской, Э. А. Сымоновичем, А. И. Пузиковой, П. И. Борисковским и другими. Участвовал в исследованиях городища Марица, палеолитических стоянок в Авдеево и на территории Курска, городища и курганного могильника у села Шуклинка, а также многих других памятников археологии области.
В 1963—1964 годах около хутора Княжий и в 1967—1968 годах около села Лебяжье им были исследованы грунтовые могильники второй половины VI — начала VIII веков н. э., относящиеся к колочинской культуре. При работах удалось обнаружить 22 погребения на Княжинском и 110 захоронений — на Лебяжинском могильнике, совершённых по обряду кремации. Данные могильники являются наиболее полными памятниками такого рода в Юго-Восточной Европе, дающими представление о погребальном обряде местных племен третьей четверти I тысячелетия н. э. Раскопки на Замощанской дюне открыли для науки один из наиболее северных памятников черняховской культуры.
Результатом многочисленных разведок и раскопок стали публикации книг и статей об археологических памятниках и истории Курской области. Личный фонд Липкинга хранится в Государственном архиве Курской области. Современные исследователи высоко ценят вклад Ю. А. Липкинга в археологию, отмечая, однако, «романтический» уклад его деятельности. Тяга к литературному творчеству превосходила в ней строгое научное начало.

## Работы
Научные публикации
- «Археологическая карта древних городищ Курского Посеймья» (1962)
- «Городища эпохи раннего железного века в Курском Посеймье» (1962)
- «Порубежные роменские городища Курского княжения» (1969)
- «Раннеславянские памятники у с. Лебяжье под Курском» (1969)
- «Могильники третьей четверти I тысячелетия н. э. в Курском Посеймье» (1974)
- «Замощанская дюна под Суджей» (1979)

Научно-популярные и художественные произведения
- «О чём рассказывают курганы» (Воронеж, 1966)
- «Далёкое прошлое соловьиного края» (Воронеж, 1971)
- «Курск — древний русский город» (Курск, 1975)
- «Кудеяров стан» (М., 1957; 2-е испр. изд. — Воронеж, 1965; 3-е изд. — Курск, 2005)
- «Сварожье племя» (Воронеж, 1966; 2-е изд. — Курск, 2005)
- «В горниле» (Курск, 2004).
- «Старые лебеди» (пьеса не была опубликована).
- «Великие романтики» (повесть не была опубликована).

## Награды и премии
- Медаль «За боевые заслуги» (22.04.1948 г.)
- Медаль «За оборону Сталинграда»
- Медаль «За Победу над Германией в Великой Отечественной войне 1941-1945 гг.»